# Lade
Lade (Hlaðir na staronordijskom) je četvrt današnjeg grada Trondheima. Nalazi se na poluotoku sjeveroistočno od gradskog središta.
Lade je bila središtem moći jarlova Lade koji su vladali Trøndelagom i Hålogalandom od 8. do 11. stoljeća.